# Lindabrunner Konglomerat
Das Lindabrunner Konglomerat (auch Lindabrunner Stein) ist ein Konglomeratgestein, das in Lindabrunn in Niederösterreich in drei Steinbrüchen gewonnen wurde.

## Entstehung

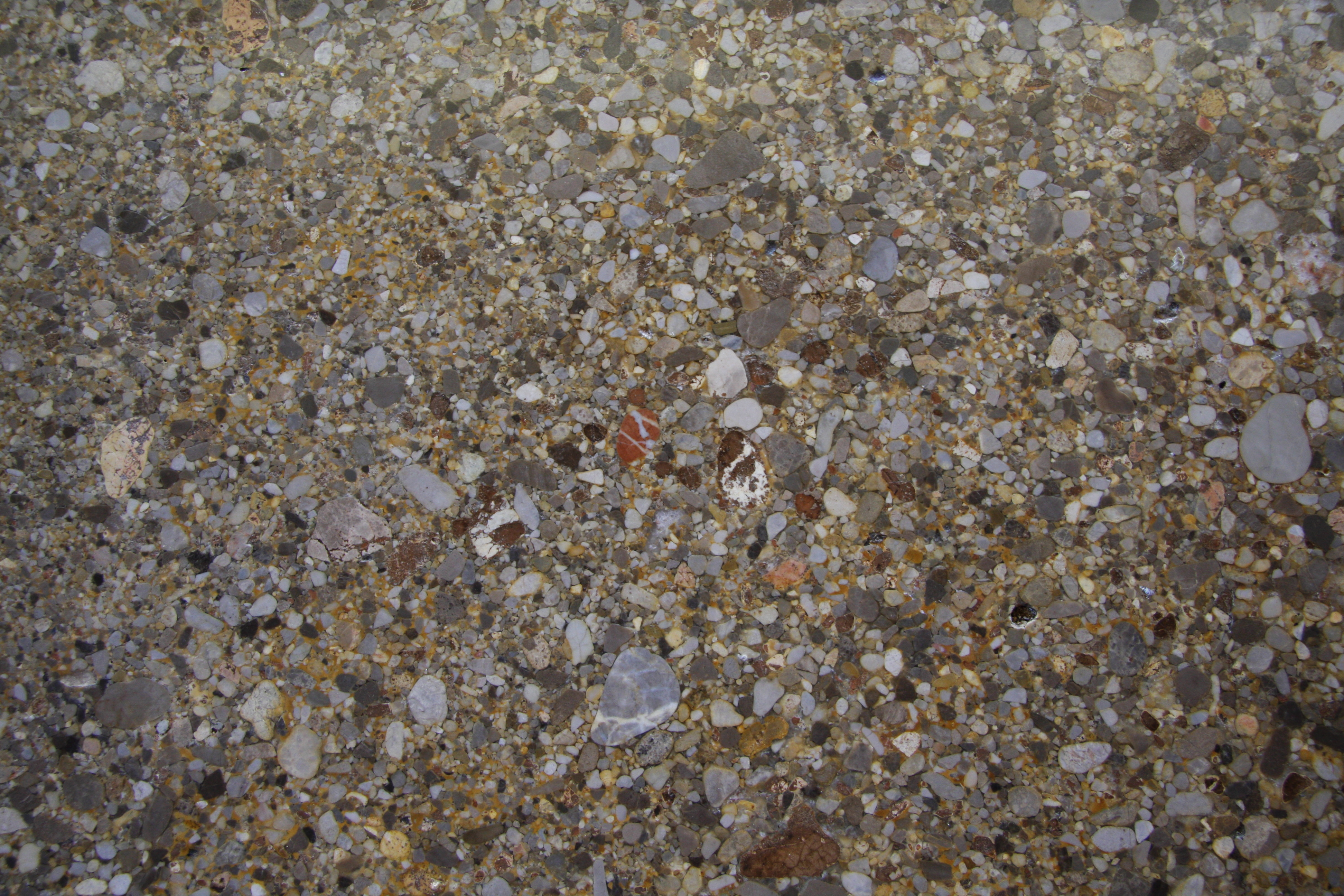
Lindabrunner Konglomerat, Detailansicht

Vor rund 16 bis 13 Millionen Jahren, zur Zeit des geologischen Zeitabschnitts Badenium, lagerten sich im tropischen Meer des Wiener Beckens Gerölle und Feinsedimente ab, wobei Schwankungen des Meeresspiegels und die Dynamik im flachen Uferbereich zu einer mehrphasigen Entwicklung und in der Folge zu unterschiedlichen Gesteinsarten führten. Dadurch verlief die Sedimentation unruhig, mehrere Meter mächtige Geröllschichten, hellrötlichbraune Sandbänke (Kalkarenite) mit etwa 1 m Mächtigkeit und sandiglehmige oder tonmergelige Zwischenlagen bis 60 cm überlagern sich wechselnd (Wechsellagerung). Das geschah unter marinen Verhältnissen und späteren Süßwassereinträgen im sich langsam verflachenden Kreidemeer.
Die Gerölle (ursprüngliche Flussschotter) bestehen vor allem aus Klasten von Kalksteinen und Quarzen aus alpinen Regionen. Im Verlauf der Verfestigung (Diagenese) wurden sie vorrangig mit kalzitischen Zementen verkittet. Innerhalb dieses Prozesses entstanden Gesteine, die dann als Konglomerate bezeichnet werden, wenn die augenfälligen Einzelbestandteile eine Größe von über 2 Millimetern besitzen. In den sandig-mergeligen Zwischenlagen sind auch Haifischzähne, Ostracodensplitter, kugelige Radiolarien und Seeigelstacheln enthalten.

## Verwendung

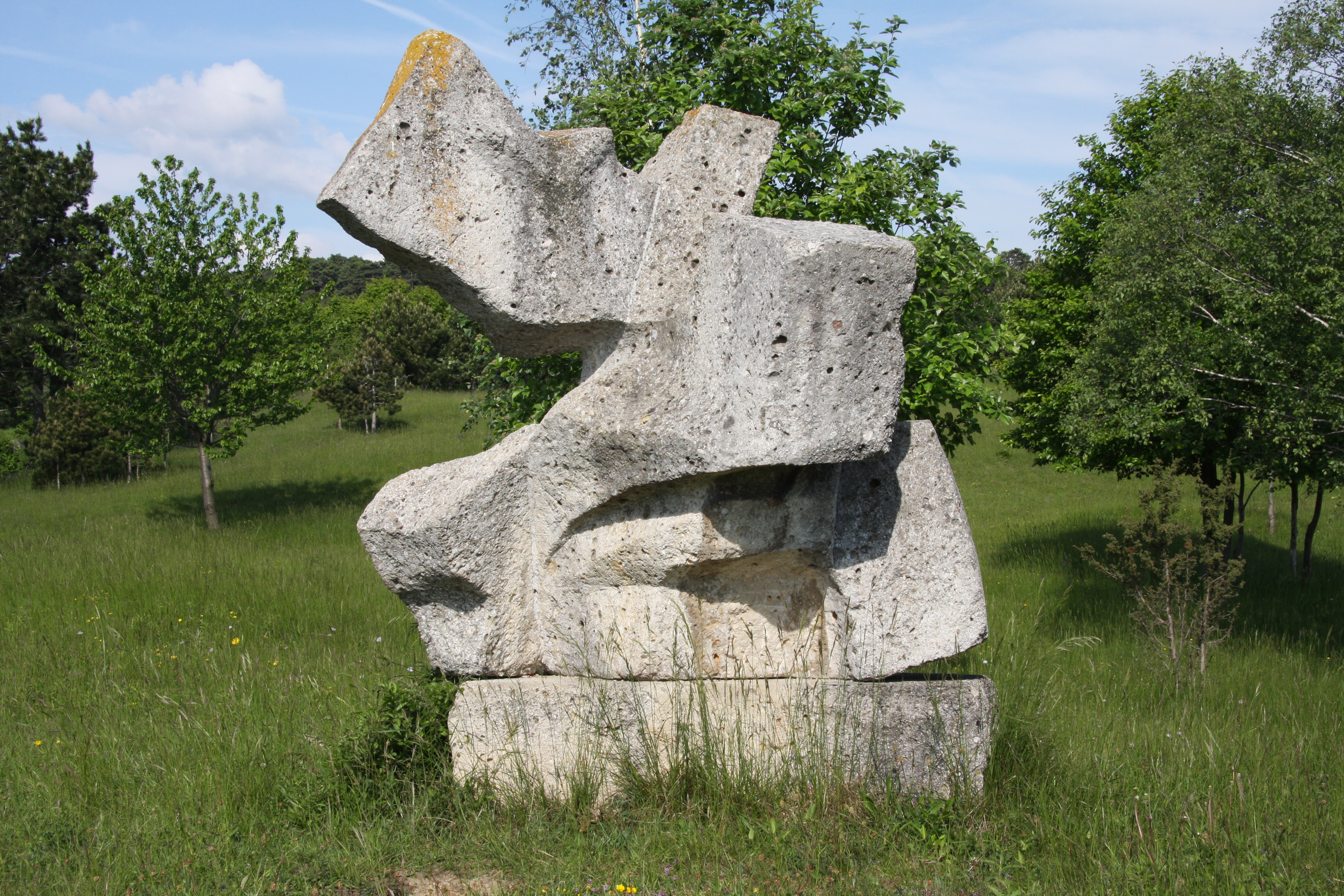
Skulpturenpark in Lindabrunn

Das Lindabrunner Konglomerat wurde vermutlich bereits zur Römerzeit genutzt. Vermehrt genutzt wurde das meist feinkörnige, gelblich-beige Gestein zum Bau der I. Wiener Hochquellenwasserleitung und anschließend für Bauten und Denkmäler im Wiener Raum. Der teilweise mit tonartigen Einschlüssen versehene, mit Calcit gebundene Naturstein ist zwar allgemein dicht und sogar polierfähig, gilt aber aufgrund seiner stellenweise auftretenden Einschlüsse auch als problematisch. Der Stein hat einerseits historische Bedeutung, wurde in Wien bei zahlreichen Bauten der Zwischenkriegszeit verarbeitet, wird aber heute ebenso noch gebrochen und auch von Bildhauern gerne genutzt.
Lindabrunner Konglomerat wurde unter anderem verwendet für:
- Kellerpfeiler der Wiener Staatsoper
- Justizpalast (Wien): Grundmauern und Mittelrisalit; für die rauhen Pfeiler
- Wiener Hofburg, Michaelertrakt: Gewände an dem Eingängen, an der Fassade und bei der neuen Stiege, für Fensterstürze, Brunnen usw.
- Sockel des Akademischen Gymnasiums am Beethovenplatz in Wien
- Becken und Figurensockel am Hannakenbrunnen in Wien

Das Konglomerat-Gestein ist durch die Bildhauersymposien Lindabrunn bekannt, die kontinuierlich jährlich in den Jahren von 1967 bis 1997 in dem Skulpturenpark bei Lindabrunn stattfanden.

## Galerie

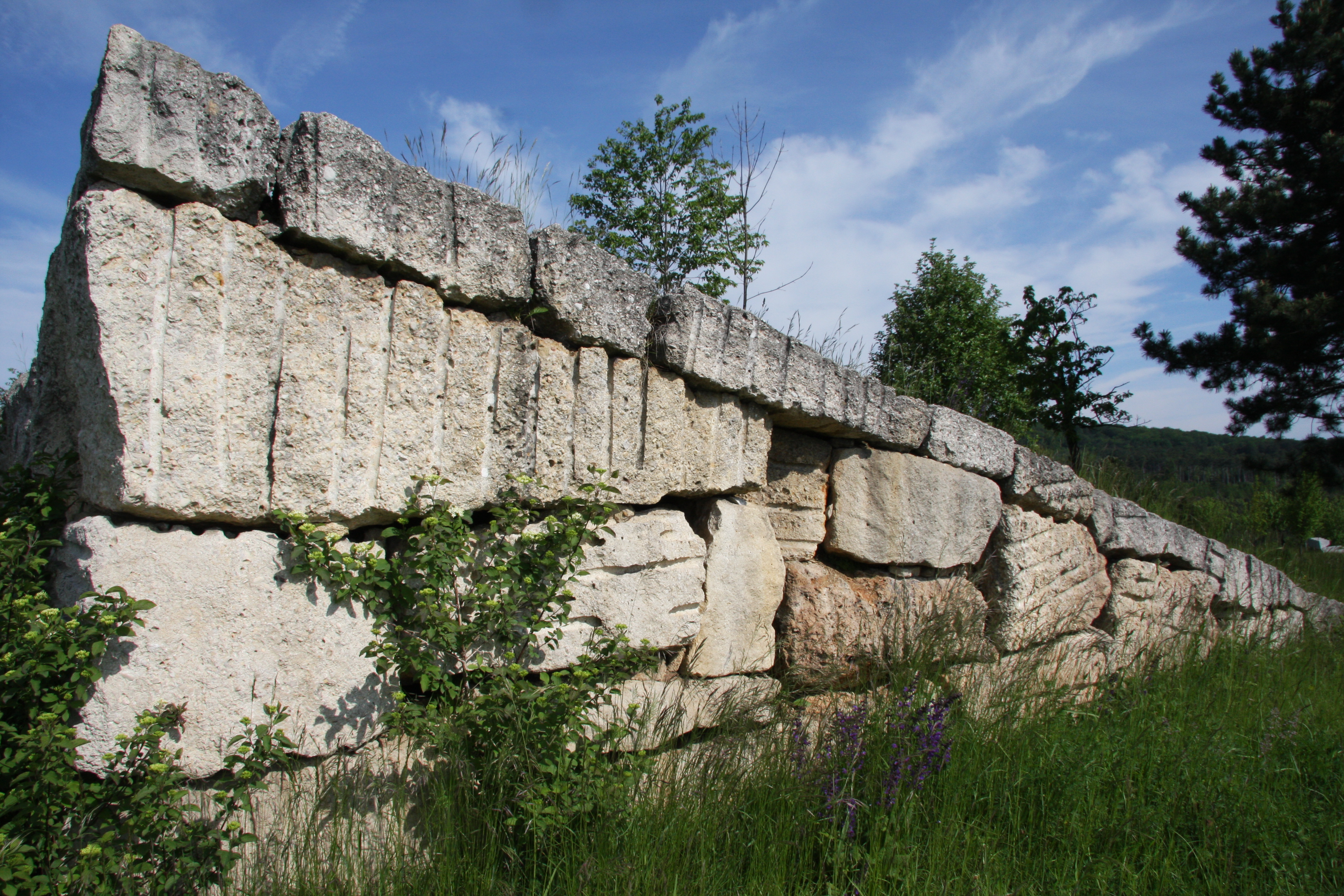
Die Mauer
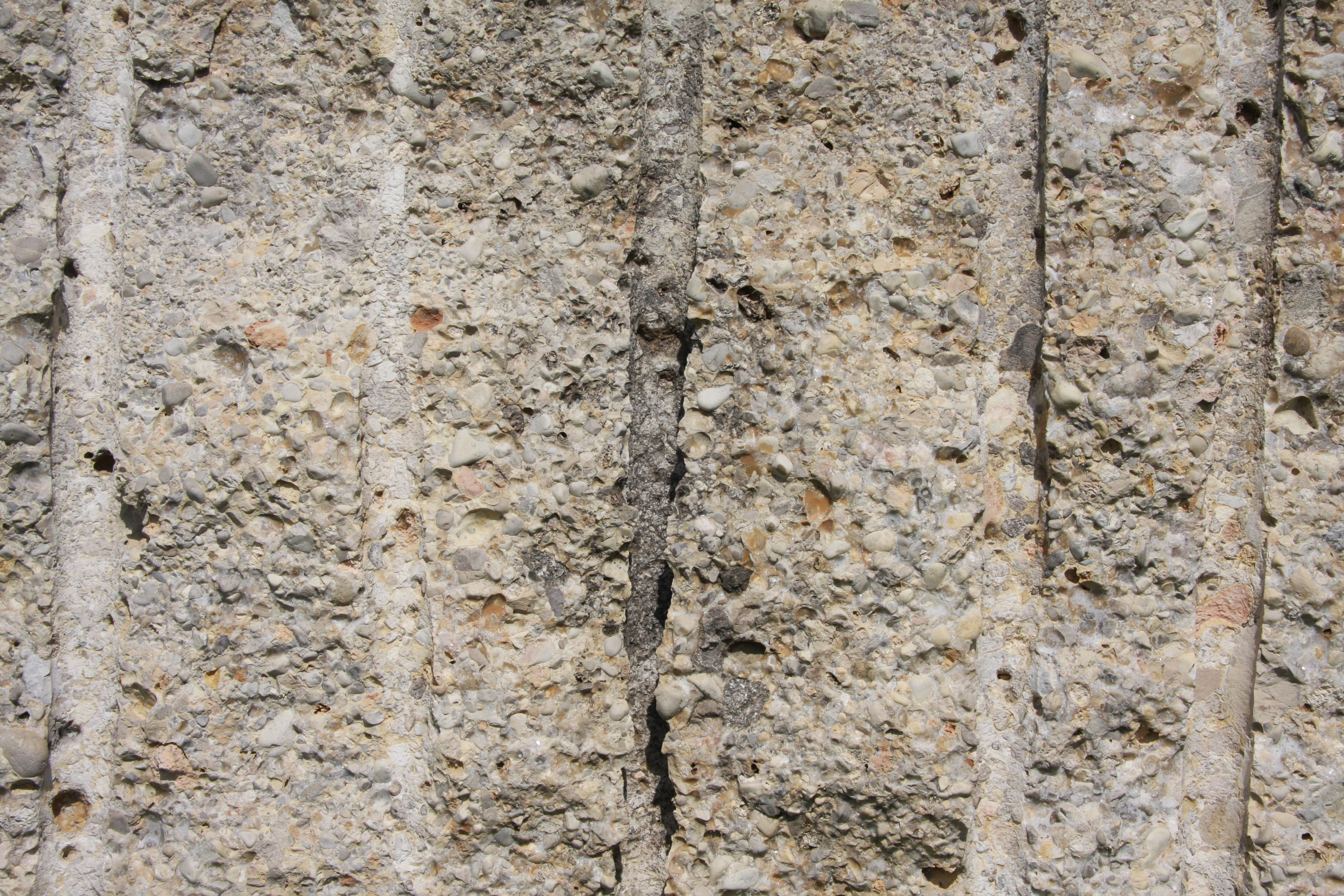
Die Mauer, Ausschnitt
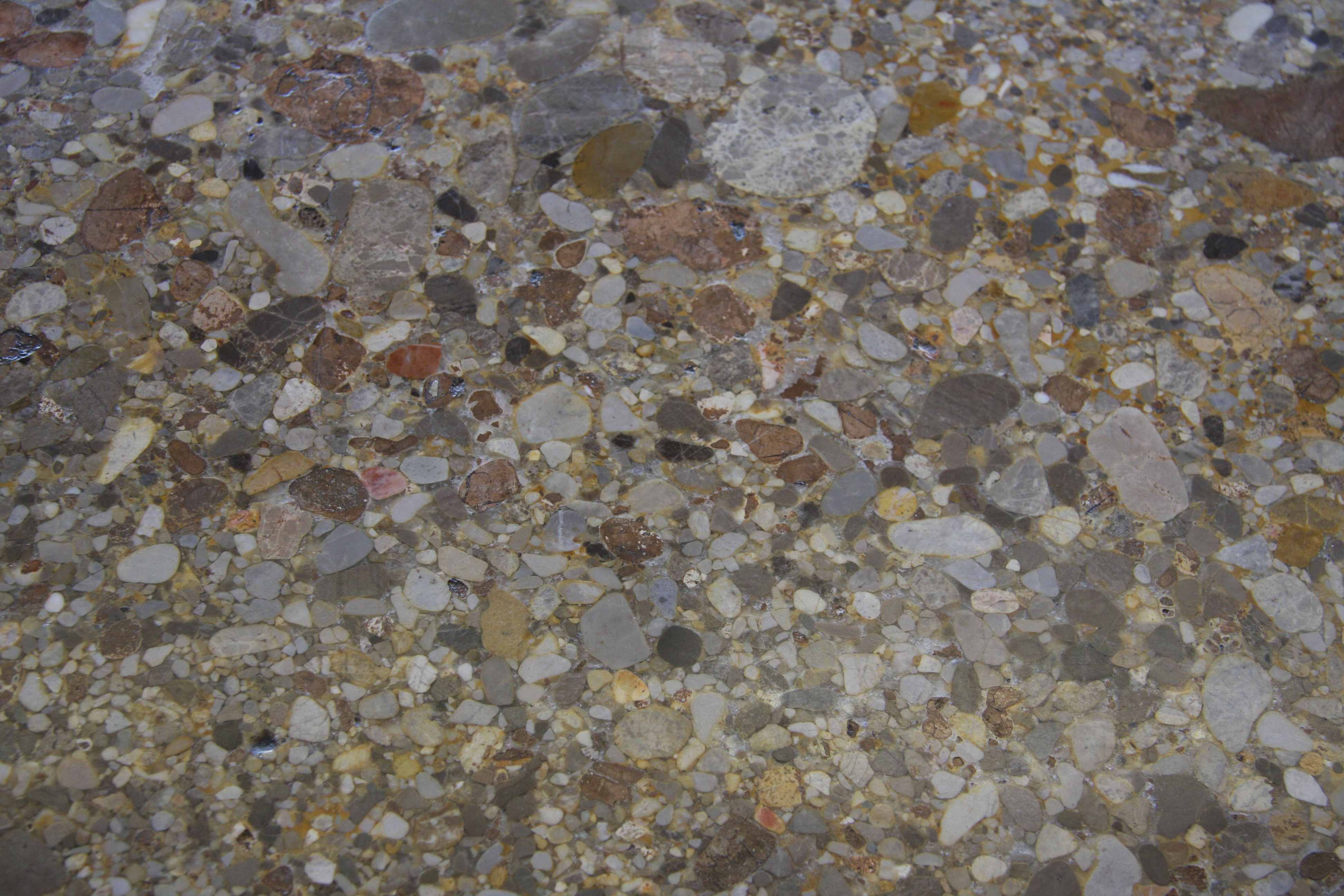
Lindabrunner Konglomerat, Gefüge